# Громов, Александру Яковлевич
Алекса́ндру Я́ковлевич Гро́мов (рум. Alexandru Gromov, настоящая фамилия — Го́фман; 22 апреля 1925, Измаил, Бессарабия — 12 июля 2011, Кишинёв) — молдавский писатель-фантаст, переводчик и публицист, кинокритик, редактор,  журналист. Зачинатель жанра научной фантастики в послевоенной Молдавии. Мастер литературы Молдавии (1995).

## Биография
Александру Громов родился в 1925 году в Измаиле (тогда в Бессарабии в составе Румынии, ныне Украина) в еврейской семье. Учился в начальной школе в Брэиле и Бухаресте, затем в румынском лицее «Sf. Andrei» в Бухаресте. В годы Великой Отечественной войны был в эвакуации, работал на Магнитогорском металлургическом комбинате.
Дебютировал научно-фантастическими рассказами на молдавском языке в начале 1950-х годов. На протяжении многих лет работал в редакции журнала «Молдова», занимался составлением сборников научной фантастики, кинокритикой, переводами художественной прозы с французского, итальянского, английского и русского языков (в отличие от принятых тогда переводов через русский язык, Громов осуществлял свои переводы напрямую с языка оригинала).
В 1956 году вместе с физиком Тадеушем Малиновским (1921—1996) опубликовал научно-фантастическую повесть «Тайна утренней зари», за которой последовали фантастические романы «Каникулы в космосе» (1962) и «Кораблекрушение на Тлогре» (1974), повести «Первогодки» (1979) и «По следу Аргуса» (1986), сборник очерков и рассказов «Мыслить по-новому» (1987). На русском языке эти произведения вышли в переводах автора. А. Громов — автор сценария к документальной ленте киностудии Молдова-филм «Флуераш» (1961) об одноимённом оркестре молдавской народной музыки и шести других документальных фильмов. В 1989 году основал и возглавил (до 1995 года) редакцию новой послеперестроечной киногазеты «Lanterna magica» (Волшебный фонарь), посвящённой молдавскому и мировому кинематографу; с 2001 года участвовал в составлении сетевой энциклопедии молдавского кино.
Отдельными изданиями в молдавских переводах и с комментариями Александру Громова вышли романы С. Цвейга «Эпопея Магелана» (1959), Э. Ожешко «Ведьма» (1966), Г. Э. Лессинга «Эмилия Галотти» (1969), Г. Уэллса «Война миров» (1970), Ж. Сименона «Первое дело Мегре» (1971), Г. Флобера «Мадам Бовари» (1976), А. Моравиа «Чочара» (1978), повести братьев Стругацких, арабские сказки (1970).
Член Союза писателей СССР. В 1995 году присвоено звание «Maestru al Literaturii». Награждён специальной премией за успешную карьеру в журналистике Центра независимой журналистики (Independent Journalism Center, IJC) и Комитета по свободе печати (Press Freedom Committee) за 2005 год.
Мастер литературы Молдавии (1995). Награждён молдавской медалью «Михай Эминеску» (1996).

## Книги

### На русском языке
- Тайна утренней зари (с Т. Малиновским). Кишинёв, 1956.
- Каникулы в космосе. Кишинёв, 1962.
- Кораблекрушение на Тлогре. Кишинёв, 1974.
- Первогодки (повесть и рассказы, перевод с молдавского автора). Кишинёв: Литература артистикэ, 1979.
- По следу Аргуса: повесть о волшебнике с Малой медведицы (перевод с молдавского автора). Кишинёв: Литература артистикэ, 1986.
- Мыслить по-новому: рассказы о современниках (перевод с молдавского автора). Кишинёв: Картя молдовеняскэ, 1987.

### На молдавском (румынском) языке
- Taina Luceafărului (с Т. Малиновским). Кишинёв, 1957.
- Aventurile lui Şurubaş cel poznaş (с А. Кукунэ), Кишинёв, 1959.
- Era sputnicului, Кишинёв, 1959.
- Lăstarii răzbat primăvara, Кишинёв, 1959.
- Povestea celor şapte voinici, Кишинёв, 1960.
- Cheiţa fermecată, Кишинёв, 1962.
- O vacanţă în cosmos, Кишинёв, 1962.
- ... Şi unul pentru toţi, Кишинёв, 1963.
- În ospeţie la vrăjitori, Кишинёв, 1963.
- Expediţia «Penelopa», Кишинёв, 1964.
- Ştefan de pe linia 22, Кишинёв, 1965.
- Ascensiune, Кишинёв, 1967.
- Noi trei şi atotvăzătorul, Кишинёв, 1967.
- Călătorii în necunoscut, Кишинёв, 1968.
- Sâmburii adevărului, Кишинёв, 1969.
- Itinerare, Кишинёв, 1971.
- Prietenii lui meşter Micron, Кишинёв, 1972.
- Naufragiu pe Teogra, Кишинёв, 1974.
- Copii dinainte de război, Кишинёв, 1975.
- Secolul vitezei, Кишинёв, 1976.
- Noi, nerăbdătorii..., Кишинёв, 1977.
- Continentul enigmelor, Кишинёв, 1980.
- Alba, culoarea înţelepciunii, Кишинёв, 1983.
- Avanpostul aşteptărilor, Кишинёв, 1983.
- Culorile începutului, Кишинёв, 1985.
- Starea mediului ambiant în Republica Moldova: opinia unor organizații nonguvernamentale (под редакцией Александру Громова и Эвелины Попович). Кишинёв: Agepi, 1999.

### О нём
- Alexandru Gromov. Bibliografia. Кишинёв: Editura Museum, 2004. — 120 p.[11]

## Фильмография (сценарии документальных фильмов)
- 1960 — «Мечта ведёт в наступление»
- 1961 — «Флуераш»
- 1976 — «Личное дело»
- 1979 — «Специалист-организатор»
- 1979 — «Хлебное время»
- 1983 — «И снова утро»
- 1989 — «Хозяин-барин»